# Keldonk
Keldonk – wieś w Holandii w prowincji Brabancja Północna. W 2006 roku liczba ludności wynosiła 1063 mieszkańców.